# Music Is My Savior
Music Is My Savior er debutalbummet fra Mims som kom i marts 2007. Albummet havde hits som "This Is Why Im Hot" og "Like This". På albummet er der mange gæsteoptrædener som synger sammen med Mims. Af gæsteoptrædener kan nævnes Bun B, Bad seed, LeToya Luckett, Cham, Junior Reid og J. Holiday. 

## Album
| #  | Title                                            |      | Gæste optrædne     | Producer(s)           |
| -- | ------------------------------------------------ | ---- | ------------------ | --------------------- |
| 1  | "Intro"                                          | 2:13 |                    | BlackOut & Styles     |
| 2  | "It's Alright"                                   | 3:17 |                    | BlackOut & Styles     |
| 3  | "This Is Why I'm Hot"                            | 4:13 |                    | The Blackout Movement |
| 4  | "Girlfriend's Fav MC"                            | 3:39 | J. Holiday         | Twizz & D. Baker      |
| 5  | "Where I Belong"                                 | 3:51 |                    | Ty Fyffe              |
| 6  | "Cop It"                                         | 3:01 |                    | Thomas Simons         |
| 7  | "Big Black Train"                                | 3:55 |                    | Twizz & D. Baker      |
| 8  | "They Don't Wanna Play"                          | 4:05 | Bun B & Bad Seed   | BlackOut & Styles     |
| 9  | "Like This"                                      | 3:23 | Rasheeda           | BlackOut & Styles     |
| 10 | "Just Like That"                                 | 3:20 |                    | The Vault Productions |
| 11 | "Without You"                                    | 4:12 | LeToya Luckett     | BlackOut & Styles     |
| 12 | "Superman"                                       | 3:27 |                    | BlackOut & Styles     |
| 13 | "This Is Why I'm Hot (Blackout Remix)"           | 3:37 | Cham & Junior Reid | The Blackout Movement |
| 14 | "Doctor Doctor"                                  | 3:40 |                    | Kobayashi             |
| 15 | "Don't Cry (Outro)"                              | 4:06 | Purple Popcorn     | BlackOut & Styles     |
| 16 | "I Did You Wrong" (International bonus track)    | 3:31 |                    | BlackOut & Styles     |
| 17 | "This Is Why I'm Hot (Rock Remix)" (bonus track) | 3:31 | Purple Popcorn     | The Blackout Movement |